# Cerro Pajas
Cerro Pajas, també conegut com a Cerro Paja o Cerro de pajas, és un volcà en escut que es troba al centre de l'illa Floreana, a les illes Galápagos, Equador. Amb 640 msnm és el cim més alt de l'illa. Té una caldera de 5 km d'amplada. No es té constància de cap erupció des del Plistocè.
El volcà acull la colònia de petrells de les Galápagos més important de l'illa. Aquesta colònia està amenaçada per la depredació de rates negres, gats i altres espècies introduïdes, així com per algunes plantes introduïdes com la Lantana camara.